# La mossa del pinguino
La mossa del pinguino è un film del 2014 diretto da Claudio Amendola, al suo debutto come regista.

## Trama
Bruno gestisce un chiosco stradale e incontra un campione di curling. Da questo incontro inizia il suo racconto, al suo aiutante, della sua avventura con questo sport.
2005. Bruno, sposato con Eva e con un figlio di nome Yuri, lavora assieme all'amico di una vita Salvatore come custode notturno in un museo. Precario da sempre, riesce finalmente a trovare una casa in affitto, vista solo su Internet: il tutto risulta essere una truffa e iniziano le sue preoccupazioni visto che a breve arriverà lo sfratto. Casualmente scopre l'esistenza del curling, sport olimpico per Torino 2006: decide di formare una squadra per parteciparvi, considerandolo come "bocce su ghiaccio", sicuro di vincere data la scarsità di squadre nel settore.
Coinvolge quindi Salvatore, la cui vita è completamente assorbita dal padre, affetto da demenza senile. I due riuniranno Ottavio, vigile in pensione con regole morali ferree, tanto da attaccare ancora finte multe a chi parcheggia in divieto, esperto di sbocciata alle bocce, divorziato; e Nazareno "Neno" Cucchinari, sessantenne esperto dell'accosto a boccette che si atteggia a grande e pericoloso uomo di mondo, ma in realtà è solo un cialtrone. Questi ultimi due, tuttavia, si odiano da anni. Bruno e Salvatore riescono a convincerli a collaborare, formano la squadra e si allenano con mezzi di fortuna su una pista da hockey.
Per partecipare alle olimpiadi, però, serve l'attrezzatura omologata, che costa 4000 euro, che nessuno dei quattro possiede. Eva, ignara del progetto del marito, gli fornisce proprio 4000 euro, prelevati dal libretto di risparmio di Yuri, per anticipare l'affitto per una casa nuova: Bruno li spende per acquistare l'attrezzatura da curling. Durante un turno di lavoro al museo, Bruno lancia una stone contro una vetrina, mandandola in frantumi: la direttrice non gli farà pagare i danni, a patto che firmi le dimissioni immediate. Eva scopre che i 4000 euro non sono stati dati per la casa nuova e caccia Bruno dalla sua vita, accusandolo di essere infantile, con la testa tra le nuvole, poco concreto. In prima battuta Bruno abbandona la squadra di curling, trova un lavoro come custode di un garage e vende il motorino per anticipare l'affitto per un altro appartamento. Yuri parla al padre di quella che ha soprannominato mossa del pinguino: quando l'animale perde l'equilibrio, si butta in avanti, scivolando più velocemente. Il padre di Salvatore, a causa della sua demenza, cade dalla finestra e muore: Salvatore realizza di non avere nessun altro al mondo, di non aver mai conosciuto una donna per accudire il padre. Neno, gran spaccone al bar, in realtà vive in solitudine in un triste monolocale, porta il parrucchino e il suo unico pensiero sono le boccette. Ottavio parla a Eva, convincendola che l'idea del curling potrebbe essere vincente. La donna perdona Bruno e lo invita a tornare in squadra.
Il gruppo va a Pinerolo per la selezione della squadra italiana di curling. Ottavio e Neno, rimasti soli per cena, chiariscono le divergenze (spiegandone al pubblico l'origine): la moglie di Ottavio, anni addietro, aveva aperto una profumeria di lusso, costringendo l'uomo ad accumulare debiti e infine a chiedere soldi a degli usurai. Alla polizia municipale si scoprì la cosa, Ottavio venne degradato e infine denunciò Neno per usura, il quale venne imprigionato per tre anni. Inoltre Neno consiglia a Ottavio, esperto bocciatore, di non prendere la vita di punta come con le bocce; e Ottavio suggerisce a Neno, grande accostatore, di smettere di fingere una vita che non è la sua, di viverla in prima persona e non accostarla soltanto. Neno si presenterà alla gara senza parrucchino e con cipiglio sicuro.
Alla gara, i quattro si rendono conto di essere di fronte a squadre di professionisti e di aver sottovalutato il tutto. Tra gli spalti ci sono Eva e Yuri che fanno il tifo per loro. La squadra perderà tutti gli end, accumulando un solo punto all'ultimo grazie ad un'improvvisata mossa del pinguino di Bruno.
Il racconto termina e l'aiutante di Bruno gli parla del treeclimbing: Bruno ne rimane affascinato. Nei titoli di coda lo si vede arrampicare con Salvatore; Ottavio torna dalla moglie; Neno si candida per il Grande Fratello.

## Distribuzione
Il film è uscito il 6 marzo 2014; ha ricevuto il patrocinio della Federazione Italiana Sport del Ghiaccio.

## Riconoscimenti
- 2014 - Nastro d'argento
  - Candidatura per la miglior commedia
  - Candidatura per il miglior attore protagonista a Edoardo Leo
  - Candidatura per il Migliore attore non protagonista a Ricky Memphis
- 2014 - Ciak d'oro
  - Candidatura per la migliore attrice non protagonista a Francesca Inaudi